# Dorothy Day
Dorothy Day (Brooklyn, New York, 8. studenoga 1897. – New York City, 29. studenoga 1980.) katolička karitativna aktivistica i borac za društvenu pravednost. Novinarka, suutemeljiteljica Katoličkog radničkog pokreta. Zagovornica katoličke ekonomske teorije distributizma.
Katolička Crkva je otvorila kauzu za njenu moguću kanonizaciju, zbog čega nosi naziv Službenice Božje dok je u tijeku istraživanje kreposnosti njenog života.

## Životopis
Kao mlada djevojka izjašnjavala se kao agnostkinja, a po političkom svjetonazoru bila je bliska socijalističkim i anarhističko-pacifističkim idejama, te je bila aktivna i u feminističkom pokretu. Radila je kao novinarka i živjela boemskim načinom života, karakterističnim za ljevičarske krugove New Yorka. Nakon jedne kratkotrajne veze zatrudnjela je i počinila abortus. U to vrijeme je vodila borbu s depresijom i pokušala je samoubojstvo. Kasnije je bila u vezi s biologom Forsterom Batterhamom, s kojim je dobila kći Tamaru Teresu, rođenu 1926. godine.
U to doba počinje se okretati katoličkoj vjeri i upoznaje sestru Alojziju, redovnicu Sestara milosrđa, koja je igrala veliku ulogu u njezinu obraćenju. Uz njenu pomoć krstila je svoju kći, a potom je i sama primila sakrament katoličkog krštenja u crkvi na Staten Islandu. Uskoro se ispovjedila, a potom primila Svetu pričest.
Nakon obraćenja njezin partner, kao i većina njezinih prijatelja iz ljevičarskih krugova prekinuli su kontakt s njom. Kasnije je napisala kako je Batterham bio “ljubav njezina života”, ali da nije željela žrtvovati svoju novopronađenu vjeru zbog njega. Day se nakon kratkotrajnog boravka na zapadnoj obali skrasila u New Yorku, radeći kao novinarka i tamo je 1932. upoznala Petera Maurina, francuskog imigranta i katoličkog aktivista koji je u to vrijeme htio pokrenuti projekt društvene akcije temeljen na duhovnoj ostavštini sv. Franje Asiškog, francuskog filozofa Jacquesa Maritaina, britanskog filozofa Cristophera Dawsona i drugih katoličkih mislioca. Day je krajem 1940-ih postala oblat u redu svetog Benedikta, što je bilo presudno za njezino duhovno formiranje i rast u vjeri.
Day i Maurin uskoro su pokrenuli novine Catholic Worker (Katolički radnik) iz kojih će potom nastati Katolički radnički pokret – više od 200 katoličkih zajednica diljem SAD-a posvećenih karitativnom radu i pomoći siromašnima i odbačenima na margine društva. Sve do svoje smrti, 1980., Day je bila aktivna u organiziranju i upravljanju ovom karitativnom mrežom te je postala jednom od najvažnijih osoba američkog katoličanstva i simbolom skrbi za siromašne i potrebite. Organizirala je domove za siromašne i nezaposlene u kojima su ovi mogli pronaći redovite obroke, ali i, što im je bilo jednako važno, razumijevanje i prijateljsku potporu. Cijeli svoj život provela je živeći sa svojom kćeri u jednom od takvih domova, a istodobno je koristila svoj novinarski dar i redovito pisala za Catholic Worker.
Tijekom svih tih godina, odnos između nje i katoličkih institucija nije bio bez trzavica. Svojedobno je oštro osudila režim Francisca Franca tijekom Građanskog rata u Španjolskoj, čime se našla na suprotnoj strani od mnogih katolika u SAD-u. Cijeli svoj život ostala je nepokolebljivom pacifistkinjom, pa je to stajalište zadržala i tijekom Drugoga svjetskog rata, što je također bio razlog razmimoilaženja sa službenim očitovanjima Katoličke crkve u SAD-u. Prigovaralo joj se kako se nikada do kraja nije odrekla svojih socijalističkih uvjerenja, pa je i u program Katoličkoga radničkog pokreta ubacila žestoku kritiku kapitalizma, a neki njezini kritičari tvrdili su kako je odbacila ideju privatnog vlasništva, što je ona demantirala, tvrdeći kako su njezini stavovi u skladu sa socijalnim naukom Crkve.
Preminula je od srčanog udara 29. studenoga 1980. godine. 

Papa Ivan Pavao II. dao je 2000. dopuštenje nadbiskupiji New Yorka da otvori kauzu za nju. Američki biskupi dali su novu potporu njezinoj kanonizaciji 2012. godine, kojom prilikom je kardinal Dolan izjavio: 
.

## Djela
Day je objavila više knjiga, od kojih je najpoznatija njena autobiografija Duga osamljenost (The Long Loneliness, 1952.).

## Vanjske poveznice
- Dorothy Day  Arhivirana inačica izvorne stranice od 18. studenoga 2015. (Wayback Machine), biografija i zbirka tekstova Dorothy Day na stranicama Katoličkog radnika, www.catholicworker.org (engl.)
- Josip Sanko Rabar, Anđeli u gostima, Veritas 1/2003., www.veritas.hr